# Ghada Ali
Ghada Ali (tiếng Ả Rập: غادة علي; sinh ngày 5 tháng 5 năm 1989) là một vận động viên chạy nước rút của Libya, chuyên về 400 mét. Ghada Ali đại diện cho Libya Arab Jamahiriya (nay là Libya) tại Thế vận hội mùa hè 2008 ở Bắc Kinh, nơi cô thi đấu cho 400 mét nữ. Cô chạy trong sức nóng thứ tư chống lại sáu vận động viên khác, bao gồm Christine Ohuruogu của Vương quốc Anh, người cuối cùng đã trở thành một nhà vô địch Olympic trong trận chung kết. Cô đã kết thúc cuộc đua ở vị trí cuối cùng sau mười ba giây sau Joanne Cuddihy của Ireland, với thời gian chậm nhất là 1: 06,19. Ali, tuy nhiên, đã không thể tiến vào vòng bán kết, khi cô xếp thứ năm mươi, và được xếp hạng xa hơn dưới ba vị trí bắt buộc cho vòng tiếp theo.